# Sławomir Elsner
Sławomir Elsner (ur. 1976 w Wodzisławiu Śląskim) – polski malarz, fotograf. Mieszka i tworzy w Berlinie.

## Edukacja
W latach 1995–2002 studiował w Kunsthochschule Kassel.

## Twórczość
Rysunek, malarstwo, fotografia – zazwyczaj tworzone w seriach.
W swoich pracach inspiruje się w fotografiami (własnymi, prasowymi lub wojskowymi) oraz estetyką przestrzeni publicznej. W rysunkowych pejzażach eksponuje ludzką skłonność do estetyzacji (poprzez media i sztukę) rzeczywistości codziennych i sensacyjnych wydarzeń. Jego obrazy reinterpretują prozaiczne sytuacje z codziennego życia do kreowania ich nowych znaczeń.

### Wybrane wystawy indywidualne
- 1996: Flux Gallery, Kassel
- 2001: Sławomir, Galeria Raster, Warszawa
- 2006: Panorama, Berlin-Londyn-Monachium-Drezno-St. Barthélemy
- 2007: Deux Couleurs, Sutton Lane / Ghislaine Hussenot, Paryż
- 2007: Galeria Raster, Warszawa

### Nagrody i stypendia
- 2001: I nagroda w konkursie fotograficznym des dit, Frankfurt nad Menem
- 2003: nagroda „Selbst im weitesten Sinne”, Kunstverein Marburg
- 2004: stypendium Junge Kunst, Essen

## Galeria

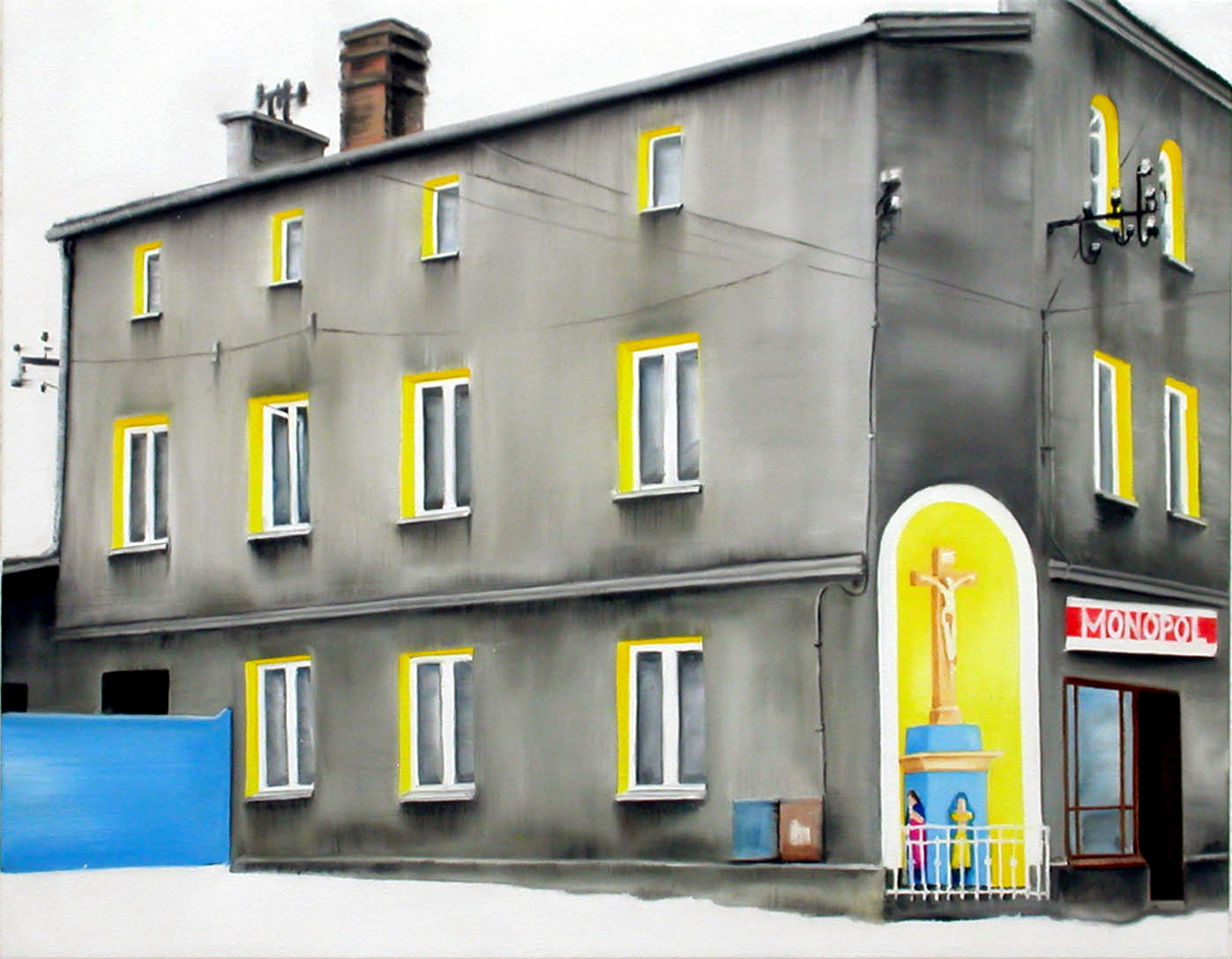
Untitled 22, 2004
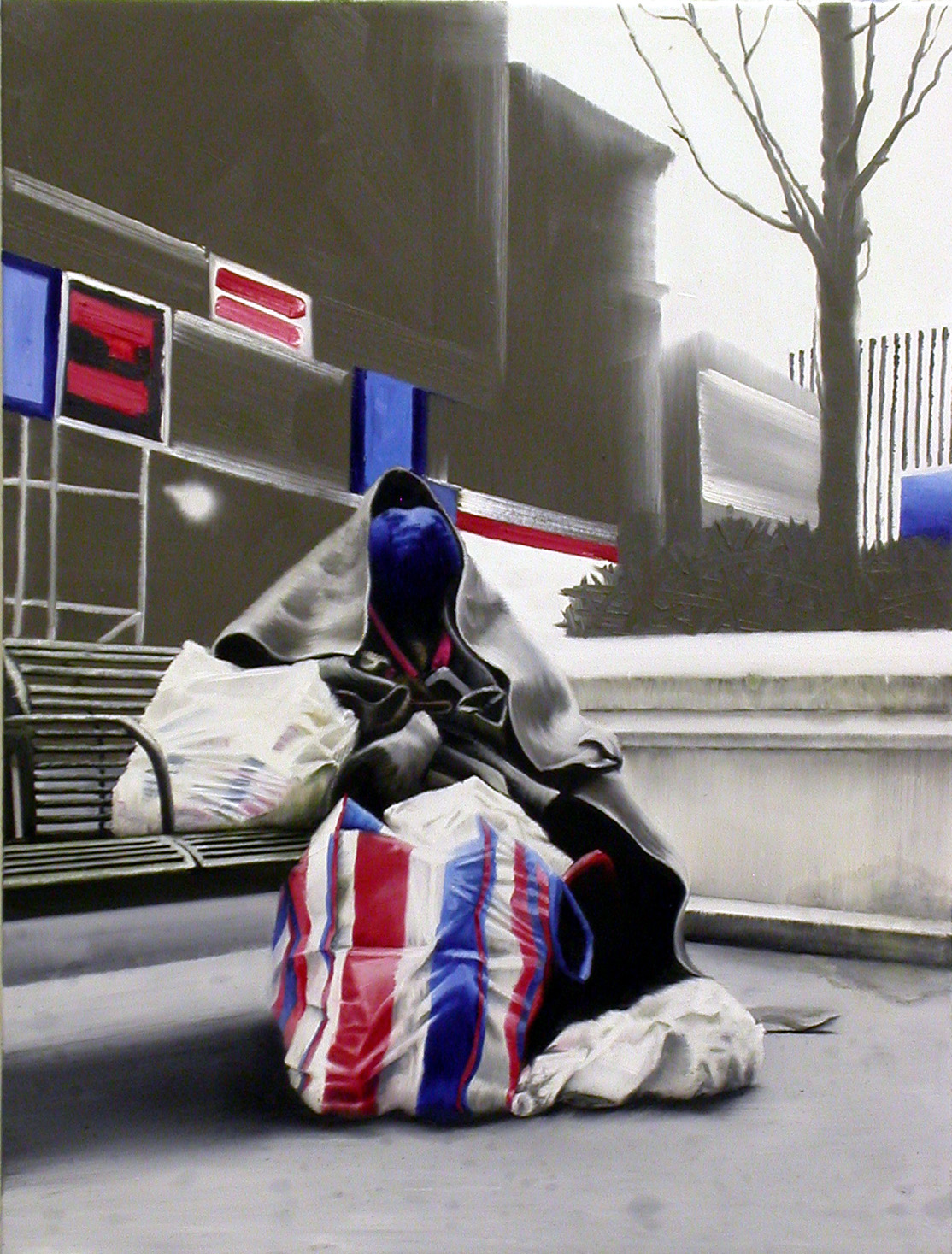
Old Street 2, 2005
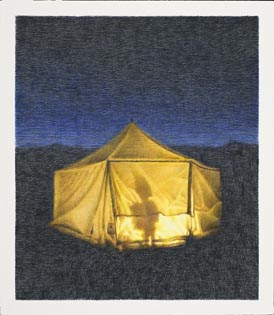
Displaced 02, 2009
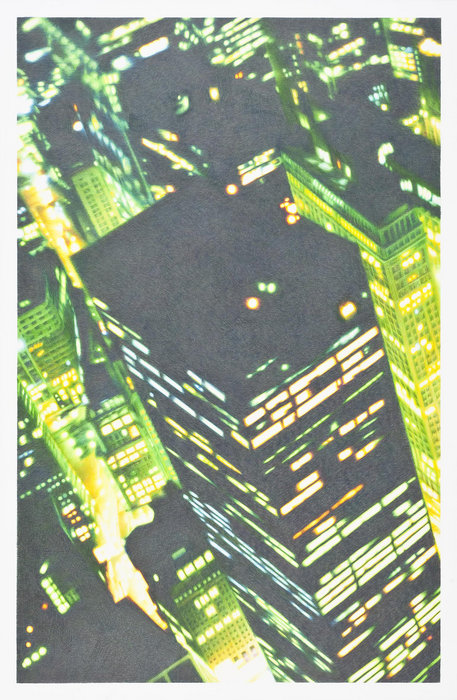
Windows on the World, Nr. 11, 2010
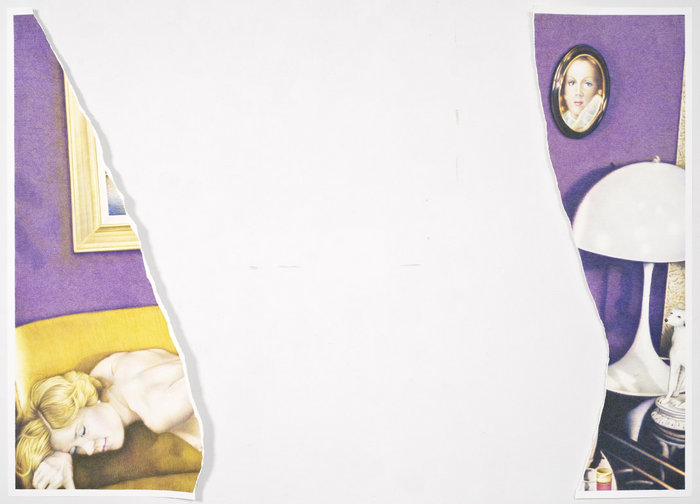
Populaire 13, 2015
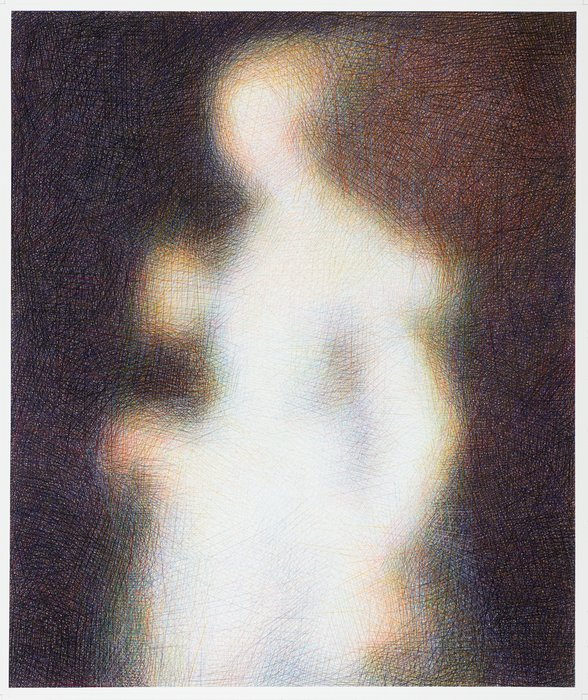
Dame in Weiß nach Tizian, 2016
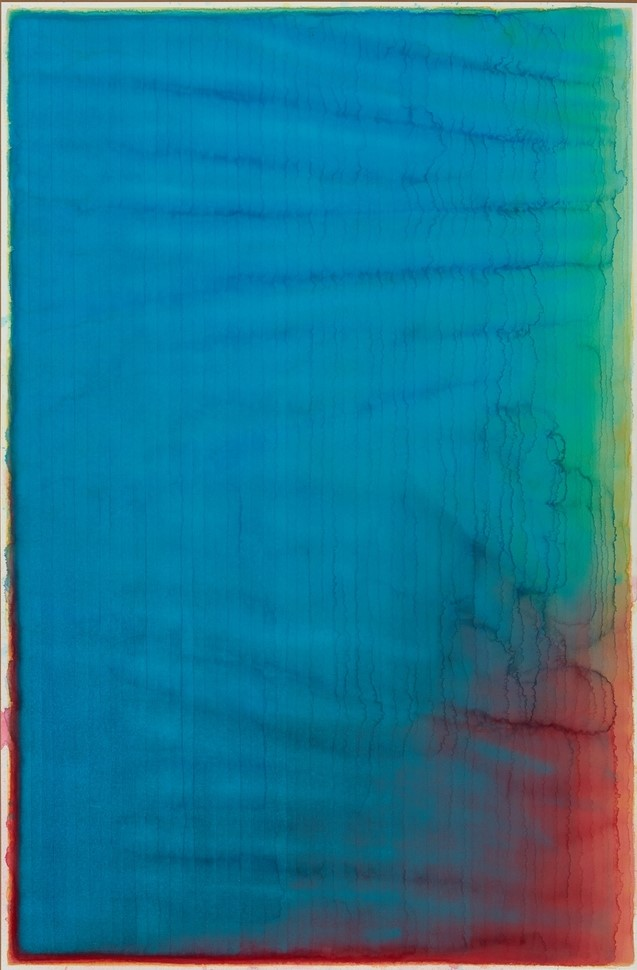
Z serii Just Watercolors, 2017